# 이아라 리
이아라 리(스페인어: Iara Lee, 1966년 4월~)는 한국계 브라질인으로 현재 브라질에서 영화감독으로 활동하고 있다.